# ويس هاميلتون
ويس هاميلتون (بالإنجليزية: Wes Hamilton)‏ هو لاعب كرة قدم أمريكية أمريكي، ولد في 24 أبريل 1953 في تكساس سيتي في الولايات المتحدة.

## وصلات خارجية
- ويس هاميلتون على موقع مرجع كرة القدم المحترفة.كوم (الإنجليزية)